# ۹۰ (برنامه تلویزیونی)
۹۰ یک برنامه تلویزیونی ایرانی بود که هر هفته دوشنبه شب‌ها از شبکه سه پخش می‌شد. ۹۰ فقط به تشریح و توضیح مسابقات فوتبال محدود نمی‌شد، بلکه در بخش‌های مختلف آن، به روابط میان فرهنگ جامعه، مردم، سیاست و حتی جغرافیای مناطق با نگاهی دگرگون و متمایز، به موضوع فوتبال در ایران پرداخته می‌شد. بنیان‌گذار، مجری و تهیه‌کننده این برنامه عادل فردوسی‌پور بود. این برنامه یکی از  پربیننده‌ترین برنامه‌های سازمان صدا و سیما جمهوری اسلامی ایران بود که از ۲۳ مرداد ۱۳۷۸ آغاز به کار کرد و در ۲۰ اسفند ۱۳۹۷ به کار خود پایان داد. در ۲۹ اردیبهشت ۱۳۹۹ سایت و کانال تلگرام و صفحه اینستاگرام برنامه ۹۰ نیز از دسترس خارج شدند.

## تاریخچه
۹۰ از تولیدات گروه ورزش شبکه ۳ بود که در سال ۱۳۷۸ توسط عادل فردوسی‌پور بنیان‌گذاری شد. اولین قسمت برنامه ۹۰ در تاریخ ۲۳ مردادماه سال ۱۳۷۸ به پخش زنده رسید. ۲۰ 
برنامه ۹۰ هر هفته دوشنبه شب‌ها حدود ساعت ۲۲:۳۰ روی آنتن زنده شبکه ۳ می‌رفت. اسفندماه سال ۱۳۹۷ نیز آخرین قسمت پخش این برنامه بود.
مجری این برنامه عادل فردوسی‌پور بود. مزدک میرزایی و رضا جاودانی هر کدام دو بار در غیاب فردوسی‌پور مجری برنامه ۹۰ بوده‌اند.

## درون‌مایه

### روند برنامه
برنامه ۹۰ هر هفته به مرور و تحلیل رویدادهای مرتبط با فوتبال ایران می‌پرداخت. به‌طور معمول، این برنامه صحنه‌هایی از بازی‌های لیگ برتر فوتبال ایران، جام حذفی، گزیده‌هایی از لیگ دسته اول فوتبال ایران، تحلیل مسائل مربوط به داوری بازی‌ها با حضور کارشناسان داوری و بررسی حواشی فوتبال ایران را پخش می‌کرد.

### بخش‌های برنامه
- آنچه خواهید دید:

بخش اول برنامه که به شکل صوتی عادل فردوسی‌پور روی تصاویر درمورد آنچه که قرار است بینندگان در برنامه آن شب ببینند توضیحاتی می‌داد.
- پخش خلاصه بازی‌ها:

در این بخش صحنه‌های مهم بازی‌ها به همراه مصاحبه‌های بعد از بازی مربیان و بازیکنان تیم‌ها پخش می‌شد.
- بخش کارشناسی:

در گذشته در هر برنامه دو کارشناس، یکی در مسایل فنی و دیگری داوری دربارهٔ بازی‌ها اظهار نظر می‌کردند؛ اما بخش کارشناسی فنی از برنامه حذف شد و فقط در بخش داوری صحنه‌های جنجال‌برانگیز داوری مورد بررسی قرار می‌گرفت.
- آیتم‌ها:

هر هفته در این بخش، آیتم‌هایی از تیم‌ها، بازیکنان و مربیان فوتبال ایران پخش می‌شد.
- ۹۰ درجه:

بخش طنز برنامه که صحنه‌های کوتاهی از بازی‌ها در آن پخش می‌شد و عادل فردوسی‌پور در موردشان توضیحاتی در قالب طنز می‌داد.
- میهمان:

در هر قسمت از برنامه مربیان و بازیکنان به برنامه دعوت می‌شدند و دربارهٔ مسایل مختلف با مجری به گفتگو می‌نشستند.
- از ۹۰ تا ۹۰:

خلاصهٔ مهم‌ترین اخبار فوتبال ایران و بازیکنانی که در خارج ایران هستند. این بخش از برنامه با صدای مزدک میرزایی پخش می‌شد.
- تقویم ۹۰:

در این بخش بنا به روزی که برنامه ۹۰ پخش می‌شد، نگاهی به رویدادهای فوتبال ایران در آن تاریخ انداخته می‌شد. مجری این بخش از برنامه محمدحسین میثاقی بود.
- مسابقه پیام کوتاه مردمی:

در هر برنامه پرسشی به عنوان نظرسنجی یا مسابقه مطرح می‌شد و در آن از بینندگان خواسته می‌شد تا پاسخ را به شمارهٔ ۲۰۰۰۹۰ بفرستند. این بخش از مهم‌ترین بخش‌های برنامه بود که چند بار باعث تغییر در برخی تصمیمات مسئولان و سرنوشت برخی مسائل فوتبال ایران شده‌است. با اینکه این برنامه معمولاً نزدیک نیمه شب پخش می‌شد؛ اما همواره تعداد پیامک‌های آن در مقایسه با برنامه‌های دیگر بیشتر بود. این برنامه رکورد بیشترین پیام کوتاه را در بین همهٔ برنامه‌های صدا و سیما با شش میلیون و ۴۰۰ هزار پیامک در اختیار دارد.
در ویژه برنامه‌ای با موضوع برکناری علی دایی از سرمربیگری تیم ملی فوتبال ایران در تاریخ ۱۲ فروردین ۸۸ و در یک مسابقه پیام کوتاه با عنوان علل ناکامی تیم ملی در بازی‌های مقدماتی جام جهانی بیش از سه میلیون پیامک به پیامگیر برنامه ارسال شد.
همچنین در یک مسابقه پیام کوتاه که در تاریخ ۲۶ ژانویه ۲۰۰۹ با عنوان «آیا با رویکرد برنامه نود موافق هستید؟» که پس از صحبت‌های مخالفان برنامه برگزار شد، بیش از دو میلیون و صد هزار نفر شرکت کردند و بیش از یک میلیون و هفتصد هزار رأی موافق به برنامه ارسال کردند.
بیشترین پیام کوتاه مربوط به درگذشت ناصر حجازی نزدیک ۶ میلیون بود در حالی که از ۳ ساعت پخش ۱ ساعت و نیم پیامک ۹۰ قطع شده بود.
در آذر ۱۳۹۲ برنامه ۹۰ به مناسبت پخش مراسم قرعه‌کشی جام جهانی فوتبال ۲۰۱۴ برنامه ویژه داشت. در این برنامه که با حضور مهدی مهدوی‌کیا و جواد نکونام قرعه‌های بیرون آمده در جام جهانی مورد بررسی قرار گرفته بود، بیش از شش میلیون و ۴۰۰ هزار پیامک از سوی مردم دریافت شد تا رکوردی جالب توجه برای برنامه ۹۰ و عادل فردوسی‌پور به ثبت رسیده باشد.
- ایران ۹۰:

هر هفته در این بخش، محمدحسین میثاقی با سفر به مناطق مختلف ایران، درمورد فوتبال آن منطقه با مردم و بازیکنان فوتبال آن‌جا به گفتگو می‌نشست.
- آنالیز فنی:

در این بخش که از سال ۱۳۹۳ به برنامه اضافه شد بازی‌های مهم یا خاص هر هفته (از بعد فنی یا کیفیت) توسط یک تیم چند نفره آنالیز می‌شد و ماحصل آن با تصاویر مربوط به بازی و صدای حمید محمدی پخش می‌گردید.
- مستندهای موضوعی:

در این برنامه به تناسب اتفاقات هفته گذشته (یا آینده) مستندهایی کوتاه و با متنی ادبی پخش می‌شد. معمولاً این مستندها علاوه بر موضوعات فوتبالی، دربرگیرنده موضوعات سیاسی، اجتماعی و فرهنگی هم می‌شدند.
- ترین‌ها:

این بخش عناوینی مثل بهترین بازیکن، بهترین گل، بهترین واکنش دروازه‌بان، بهترین پاس گل و… را در بازی‌های هفتهٔ پشت سرگذاشته شده به نمایش می‌گذاشت.
- پیش‌بازی:

پیش‌بازی مسابقات مهم هفته آینده: در این بخش بررسی شرایط تیم‌های برگزارکنندهٔ بازی در هفته‌های قبل، بررسی آماری همراه با نگاه تاریخی صورت می‌گرفت.
- لژیونرها:

بخش لژیونرها هر هفته با صدای محمد فرهپور به عملکرد بازیکنان و مربیان ایرانی شاغل در لیگ‌های فوتبال، و فوتسال خارجی می‌پرداخت، البته دو سال بعد از حذف ۹۰ از جدول پخش شبکه ۳ این بخش هم در سال ۱۳۹۹ به عنوان بخش جدید به برنامه فوتبال ۱۲۰ اضافه شد.
- لیگ ۱:

لیگ ۱ جزو معدود بخش‌های برنامه بود که به مسابقات لیگ برتر مربوط نمی‌شد و بر نتایج، حواشی، اتفاقات، و جدول رده‌بندی لیگ آزادگان مرور چند دقیقه‌ای داشت. گوینده این بخش از برنامه محسن عزیزی بود.

## حاشیه‌ها
برنامه ۹۰ به دلیل بررسی و نقد اتفاقات فوتبال ایران همواره یک برنامه جنجالی بوده‌است. فردوسی‌پور تاکنون چند بار به خاطر موشکافی و پرداختن زیاد به برخی مسایل توسط مدیریت شبکه ۳ و صدا و سیما نکوهش و توبیخ شده‌است. پس از انتقال تیم پاس تهران به شهر همدان، فردوسی‌پور از پرداختن به این موضوع منع شد. تاکنون نیز با انتقال تیم‌های تهرانی دیگری به شهرستان‌ها، هنوز به‌طور جدی به این موضوع پرداخته نشده‌است. برخی از بخش‌های برنامه نیز سفارشی هستند.

### سیاسی‌ترین برنامه ۹۰[نیازمند منبع]
سرانجام در برنامه دوشنبه ۱۶ خرداد ۹۰ برنامه‌ای اختصاصی با حضور سید احمد لطفی آشتیانی و علی‌اصغر یوسف‌نژاد نمایندگان مجلس موافق و مخالف به روی آنتن رفت. این طولانی‌ترین برنامهٔ زندهٔ ورزشی تاریخ صدا و سیما بود. نظرسنجی برنامه به موضوع انتقال تیم‌ها از شهری به شهر دیگر اختصاص داشت و بیش از ۹۰ درصد مردم در همان دقایق ابتدایی مخالف انتقال تیم‌ها بودند. نزدیک ۳ میلیون نفر در این نظرسنجی شرکت کردند. لطفی در توجیه این که چرا مردم شهر و استان خودتان با نظر شما مخالف‌اند (استناد به پیامک‌های برنامه) طی اظهاراتی عجیب به شهروندان اراکی گفت بیشتر مردم شهر اراک کارگر هستند و بعد از این که شام می‌خورند و نماز می‌خوانند، می‌خوابند چون صبح زود باید سر کار بروند و در بخش دیگری از سخنانش گفت که بخشی از ورزشکاران استان موبایل ندارند و بخشی دیگر هم تا این وقت شب بیدار نیستند که نمی‌توانند از من حمایت کنند!
فردوسی‌پور با اشاره به سیاست‌زدگی فوتبال گفت: «آقاجون دست از سر فوتبال بردارید.» فردوسی‌پور با انتقاد تلویحی از استفاده ابزاری از مفهوم عدالت به شعار کلیدی دولت احمدی‌نژاد حمله کرد و گفت: «به خدا که این عدالت نیست، کجاش عدالته؟ اگر قرار است عدالت اجرا شود چرا تیم به اراک منتقل شود چرا به ساری نرود چرا به زاهدان نرود…؟ امیدوارم تصمیم‌سازان مملکت که خیلی‌هاشون ورزشی نیستند و ربطی به فدراسیون فوتبال ندارند. حتی به سازمان تربیت بدنی هم ندارند، یه کم به نظر مردم اهمیت بدهند» او عملاً فدراسیون و سازمان تربیت بدنی را با گفته‌هایش جدا کرد تا اشاره‌اش به محمود احمدی‌نژاد باشد. احمدی‌نژاد در سفر استانی به اراک قول انتقال تیم نفت به این شهرستان را داده بود. فردوسی‌پور همچنین با کنایه به اظهارات اخیر رحیمی معاون اول احمدی‌نژاد گفت: «سفر می‌کنند و یک سری شعار می‌دهند یاالله یاالله تیم می‌خوایم و به‌شان تیم می‌دهند».
او در همین زمینه دست به افشاگری زد و همهٔ نمایندگان مجلسی که در نقل و انتقالات تیم‌ها دخیل بودند را نام برد:
«پیکان چرا رفت قزوین؟ به خاطر این که آقای ابوترابی قزوینی هستند، چرا صبا رفت به قم، چون آقای علی لاریجانی قمی هستند و حمایت کردند، پاس چرا رفت همدان چون آقای حاجی‌بابایی، آقای آقا محمدی و کیومرث هاشمی و یک سری از مقامات همدانی هستند. او جمله‌ای را هم از مدیر سابق برق شیراز گفت: «اگر سعدی زنده بود الان می‌گفت؛ نابرده رنج، گنج میسر می‌شود/ مزد آن گرفت جان برادر که لابی سیاسی کرد.»
فردوسی‌پور در واکنش به نماینده اراک که گفت: آقای فردوسی‌پور شما که تصمیم‌گیر نیستید و کسی حق ندارد برای دولت تکلیف تعیین کند، گفت: «آیا تصمیمات دولت وحی منزل است؟ پس ما نتیجه می‌گیریم مردم مهم نیستند، کارشناسان مهم نیستند به همین دلیل رأی بر نمی‌گردد.»
حرف‌های بیش از ۱۵ نماینده مجلس در انتقاد از انتقال تیم‌ها پخش شد.
یوسف نژاد نمایندهٔ ساری: «این انتقال‌ها غیرقانونی است. مگر تیم فوتبال، شکلات است که هدیه‌اش بدهیم». کواکبیان، نمایندهٔ سمنان: «دولت به دلیل آرای ملت باید همین امشب رأیش را برگرداند.» نمایندهٔ آبادان: «اگر به این استدلال‌ها باشد، باید ۲ تا تیم دیگر هم به ما بدهند چون ما مهد فوتبالیم، تازه ۸ سال هم جنگیدیم.» حسینی، نماینده اهواز هم گفت: «آقای لطفی نیم ساعت دیگر بماند، هیئت دولت را هم می‌برد اراک. اگر قرار به انتقال باشد باید وزارت نفت به خوزستان بیاید که معدن نفت ماست.»
اخوان نماینده تفرش: «مجلس جای سیاست‌گذاری است نه جای سیاست بازی! با توجه به نزدیک شدن به انتخابات مجلس برخی این کارها را برای جلب آرای مردم انجام می‌دهند.»

#### واکنش‌ها
در واکنش به این برنامه باشگاه پاس همدان علیه شخص فردوسی‌پور بیانیه داد و مدعی شد با حرکتی ناجوانمردانه سخنان مدیرعامل پاس همدان را تحریف کرده‌است و به دنبال سهم‌خواهی و منفعت‌طلبی است و آب در آسیاب دشمن می‌ریزد. همچنین سیاست‌های دولت خدمتگزار را که با رأی ۳۰ میلیونی مردم انتخاب شده، برنمی‌تابد و خود را تافته جدا بافته از ملتی می‌داند که دولت را به رسمیت شمرده و تابع فرامین نظام مقدس جمهوری اسلامی هستند. در این بیانیه هرگز اشاره‌ای به نظرسنجی ۳ میلیونی نشده‌است.
عباس رجایی نماینده اراک در مجلس شورای اسلامی ممنوع‌التصویر شدن عادل فردوسی‌پور را خواستار شد. گفت: «درعین حال حق نمایندگان استان مرکزی است که در دادگاه علیه این مجری طرح شکایت کنند!» بهمن اخوان نماینده مردم تفرش در واکنش منفی به انتقال تیم‌ها: «حداقل به نظر میلیون‌ها بیننده ۹۰ احترام می‌گذاشتید! ما تیم فوتبالی که بازیکن بومی نداشته باشد و هیچ تعصبی نسبت به شهر اراک نداشته باشد، نمی‌خواهیم.»
سایت هفت صبح: «فردوسی‌پور از مشاوران شرکت ملی نفت ایران است که در هفته‌های اخیر زمزمه‌های برکناری وی از این منصب قوت گرفته‌است. او برنامهٔ خود را به تریبونی علیه سیاست‌های تمرکز زدایانهٔ دولت تبدیل کرده‌است. برکناری قریب‌الوقوع عادل فردوسی‌پور از مشاورت ورزشی NIOC و قطع منافع، باعث شده وی از سرمایهٔ رسانهٔ ملی برای نفع شخصی خود و تخریب چهره‌های اصولگرای پیشرو و مقامات دولتی از جمله معاون اول رئیس‌جمهور سوء استفاده کند.»
پس از جلسه هیئت دولت ۱۸ خرداد ۱۳۹۰ و در واکنش به نظرسنجی برنامه ۹۰، محمود احمدی‌نژاد هرگونه انتقال تیم مس سرچشمه به همدان را منتفی اعلام کرد و با بیان اینکه این تیم با زحمت مردم و کارگران سرچشمه به لیگ برتر رسیده‌است باید در همین منطقه باقی بماند.

### انتقاد به انتصاب سیاسی هیئت مدیره پرسپولیس و استقلال
در برنامه ۹۰ ۴ مهر ۱۳۹۰ که از شبکه ۳ صدا و سیمای جمهوری اسلامی ایران پخش شد، سوابق مدیرعامل و اعضای هیئت مدیرهٔ باشگاه‌های پرطرفدار پایتخت مورد بررسی قرار گرفت. عادل فردوسی‌پور با طرح این پرسش که "چرا در نزدیکی انتخابات، همهٔ این آقایان طرفدار مردم شده‌اند؟" افزود: «چه دلیلی دارد در این برهه زمانی چند نماینده در هیئت مدیره این دو باشگاه آمدند؟»
محمد عباسی وزیر ورزش و جوانان ایران، محمد رویانیان رئیس ستاد حمل و نقل و سوخت، علی پروین بازیکن و مربی سابق پرسپولیس، لطف‌الله فروزنده دهکردی معاون محمود احمدی‌نژاد، محمد پنجعلی بازیکن سابق پرسپولیس و محمدحسین نژادفلاح نماینده مجلس را به عنوان اعضای جدید هیئت مدیره باشگاه پرسپولیس انتخاب کرد.
محمد عباسی همچنین سید احمد رسولی‌نژاد معاون وزارت ورزش، امیدوار رضایی نماینده مجلس، مقداد نجف‌نژاد نماینده مجلس، عبدالرضا ساور معاون وزارت ورزش، علی فتح‌الله‌زاده سرپرست استقلال، جواد زرینچه بازیکن سابق استقلال و غلامحسین فرزامی پیشکسوت فوتبال، به عنوان اعضای جدید هیئت مدیره باشگاه استقلال منصوب شدند.
فردوسی‌پور خطاب به فروزنده: «شما فقط به دلیل سوابق سیاسی و حمایت نهادهای قدرت به عنوان عضو هیئت مدیره انتخاب شده‌اید و این‌گونه انتخاب مدیران، به حذف همه نیروهای متخصص ورزشی منجر شده‌است.»
محمد رویانیان مدیرعامل پرسپولیس در پاسخ به انتقادات مطرح شده گفت که با فوتبال بیگانه نیست و برنامه ورزشی صدا و سیما از جمله ۹۰ را پیگیری می‌کند. خب من هم در زمین‌های خاکی فوتبال بازی کرده‌ام! رویانیان اولین مدیرعامل پرسپولیس است که استقلالی می‌باشد.
محمد دهقان نماینده مجلس در واکنش گفت: «دیدید که ایشان با چه ادبیاتی حرف می‌زد. من متاسفم که ایشان می‌خواهد مدیریت یک باشگاه را برعهده داشته باشد. ما از این پس به هر بهانه‌ای آقای عباسی را به مجلس دعوت می‌کنیم تا ایشان به زیردستانش یاد بدهد که باید چطور با یک نماینده مجلس صحبت کند.»
فردوسی‌پور پرسید که آیا این یک تهدید است که با جواب صریح دهقان روبرو شد: «بله دقیقاً همین‌طور است.»

#### واکنش‌ها
امیدوار رضایی، نماینده مجلس و از اعضای هیئت مدیره باشگاه استقلال پس از انتقادهای صورت گرفته در برنامه ۹۰ با ارسال نامه‌ای به محمد عباسی، «آمادگی» برای استعفایش را اعلام کرد.

### رسوایی دلالیسم فوتبال ایران
در تاریخ ۵ دی ۱۳۹۰ ویژه برنامه‌ای در مورد پشت پرده دلالی فوتبال با حضور عزیز محمدی بر روی آنتن رفت که برای اولین بار اینچنین از اسامی صریح در این برنامه نام برده شد. اسم بسیاری از بزرگان فوتبال به عنوان متهمان در پرونده رسوایی فوتبال مطرح شد. از شخص عزیز محمدی که در برنامه حاضر بود تا حسین هدایتی تا نبی دبیرکل فدراسیون و عباس ترابیان و شخص علی پروین. حسین هدایتی در برنامه ۹۰ افشا کرد که رئیس سازمان لیگ به او انتخاب محمود یاوری را توصیه کرده‌است. مدیرعامل باشگاه استیل آذین گفت:" من می‌خواستم اکبر میثاقیان را به عنوان سرمربی انتخاب کنم و آقای عزیزمحمدی به من گفت ایشان را انتخاب نکن و یاوری را سرمربی تیمت کن ایشان تیمت را در لیگ برتر نگه می‌دارد".
این در حالی بود که محمود یاوری پیش از این در همین فصل مربی دو تیم دیگر بود و بر طبق قانون نمی‌توانست مربی‌گری تیم سومی را بپذیرد.
محمود یاوری در واکنش:" آقای هدایتی تیم شما پر از فساد بود بازیکنانتان زیر ابروهایشان را برمی‌داشتند بازیکن با گرل فرندش (دوست دخترش) می‌رفت تخلیه می‌کرد می‌آمد روی تخت ماساژ می‌خوابید می‌گفت من را بسازید.

مربی سابق نیروی زمینی از پیشنهاد رشوه ۲۵۰ میلیون تومانی باشگاه استیل آذین خبر داد. زمانی که این تیم در لیگ یک بود و قرار بود علی پروین و فرهاد کاظمی لیگ برتری اش کنند؛ و جالب تر آنکه به اعتراف خود همین مربی و مدیر وقت باشگاه فوتبال نیروی زمینی، در بازی برگشت این تیم با استیل آذین، در حالی که باید نیروی زمینی میزبان می‌شد، استیل آذین ۱۵ میلیون تومان به حریف داد تا مثل بازی رفت بازی در خانه تیم فرهاد کاظمی و علی پروین برگزار شود. فدراسیون هم نه تنها مخالفتی نکرده که از باشگاه نیروی زمینی خواسته به دلایلی عجیب و غریب از جمله پخش تلویزیونی، از حق میزبانی اش بگذرد. کار به جایی رسید که علیپور، دبیر ستاد رسیدگی به تخلفات اخلاقی فوتبال، اعتراف کرد بر اساس شواهدی که آن‌ها دارند، نزدیک به ۷ میلیارد تومان از بازیکنان فوتبال و کسانی که آرزو دارند وارد تیم‌های حرفه‌ای شوند، اخاذی شده‌است.
در پایان گزارش دلال‌ها نیز حجت زادمحمود بازیکن گسترش فولاد تبریز از نقش یکی از بازیکنان شاهین بوشهر در نقل و انتقال بازیکنان به این تیم پرده برداشت. این بازیکن که به گفته مجری برنامه ۹۰ میثم منیعی است، در این بخش میهمان تلفنی برنامه شد و با رد صحبت‌های زاد محمود گفت: من فقط درآمدن هادی شکوری و وحید طالب‌لو که از دوستان من هستند به تیم نقش داشتم.

### انتخابات فدراسیون فوتبال
قرار بود در برنامه ۸ اسفند ۱۳۹۰ به مسائل انتخابات پیش‌رو در فدراسیون فوتبال پرداخته شود و با حضور سه کاندیدای ریاست این فدراسیون عزیزالله عزیزمحمدی، علی کفاشیان و محمدحسین قریب به نوعی یک مناظره انتخاباتی برگزار گردد و نامبردگان به دفاع از برنامه‌های خود بپردازند. اما اعلام شد این قسمت از برنامه ۹۰ به دلیل پخش برنامه‌های انتخابات مجلس به روی آنتن نخواهد رفت.
عادل فردوسی‌پور ضمن تأیید لغو این برنامه ۹۰، در این رابطه اظهار کرد: «تمامی هماهنگی‌های لازم برای حضور مهمانان در برنامه امشب صورت گرفته بود و قرار بود آقایان قریب، کفاشیان و محمدی در این برنامه حضور داشته باشند اما بنا بر دلایلی که مشخص است این برنامه روی آنتن نخواهد رفت.»

### سانسور
در شهریور سال ۱۳۸۷ شبکه تلویزیونی جام جم ۳ متعلق به صدا و سیمای ایران بخش‌هایی از یک برنامه ۹۰ را که مربوط به پاسخ‌های امیر قلعه‌نویی به اتهام‌های مطرح شده از سوی علی دایی می‌شد را سانسور کرد.
همچنین در اسفند ماه ۱۳۹۲ شبکه‌های جام جم دو و سه در تکرار برنامه ۹۰ سخنان محمد مایلی‌کهن در مورد علاقه‌اش به داریوش اقبالی مورد سانسور این دو شبکه قرار گرفت و پخش نگردید.

### مصاحبه با محمدجواد ظریف
دوشنبه ۳۰ آذر ۱۳۹۴ مصاحبه‌ای توسط عادل فردوسی‌پور با محمدجواد ظریف انجام شد ولی مسئولان صدا و سیما از پخش این مصاحبه در برنامه ۹۰ که به مناسبت شب یلدا ضبط شده بود، خودداری کردند. مسئولان سازمان صدا و سیما علت این کار را عدم دعوت رسمی صدا و سیما از ظریف اعلام کردند. این اقدام صدا و سیما با واکنش سخنگوی دولت و وزارت امور خارجه مواجه شد. محمد سرافراز، رئیس وقت صداوسیما بعدتر گفت که بعد از این اتفاقات از طرف دفتر سیدعلی خامنه‌ای درخواست تعطیلی برنامه ۹۰ مطرح شد اما من زیر بار آن نرفتم.

### تماس تلفنی
در یک برنامه عادل فردوسی‌پور با کریم بهرامی رئیس هیأت فوتبال قم تماس گرفت . فردوسی‌پور در مورد خرید یک خودرو tiggo5 و فروش آن بعد تحویل صحبت کرد که کریمی در پاسخ گفت :«من میتونم بفروشم » و بعد دقایقی به دروغ:« آقای فردوسی‌پور من صدای شما رو ندارم » و بعد :«آقای فردوسی‌پور شما دنبال چی هستین؟» این سوژه مورد تمسخر در فضای مجازی شد

## توقف پخش ۹۰
پس از اینکه علی فروغی به ریاست شبکه ۳ منصوب شد خبرهایی مبنی بر مخالفت وی با عادل فردوسی‌پور منتشر شد.
رسانه‌های مجازی خبر از عدم پخش برنامه ۹۰ در تاریخ ۲۳ مهرماه ۱۳۹۷ به دلیل پخش مستقیم بازی ملی اسپانیا و انگلستان دادند اما برخی از رسانه‌ها نسبت به اختلاف عادل فردوسی‌پور و مدیریت شبکه ۳ سازمان صدا و سیمای جمهوری اسلامی ایران علی فروغی گمانه زنی‌هایی را پیش بردند. شواهد و قرائن حاکی از پخش شدن این برنامه در تاریخ ۳۰ مهر ماه ۱۳۹۷ بود و همگان انتظار داشتند که این برنامه در ساعت مناسب خود پخش شود اما صدور اطلاعیه‌ای از سوی سرپرست روابط عمومی شبکه ۳ سازمان صدا و سیمای جمهوری اسلامی ایران با این شرح «با عنایت به رفتار غیر حرفه‌ای تهیه‌کننده و مجری برنامه ۹۰ در عدم پخش این برنامه بعد از بازی انگلیس-اسپانیا در دوشنبه گذشته و همچنین استمرار رفتار خارج از عرف ایشان در مصاحبه خلاف ابلاغ گروه ورزش، برنامه مذکور این هفته پخش نخواهد شد.» دلالت بر این موضوع داشت که این برنامه در تاریخ ۳۰ مهر ماه ۱۳۹۷ نیز پخش نخواهد شد. بعد از آن درگیری علی فروغی با عادل فردوسی‌پور قطعی شد.
پس از آن در تاریخ ۲۰ اسفند ۹۷ عادل فردوسی‌پور جایزه بهترین برنامه تلویزیون را با رأی مردم به دست آورد و پس از گرفتن جایزه با کنایه به علی فروغی گفت:
من خیلی خوشحالم که امسال در سخت‌ترین سال کاری‌ام دو جایزه گرفته‌ام از هیئت داوران که اسامی آن‌ها را دیدید. برنامه‌های ترکیبی همگی خاک خورده صحنه و فرزندان تلویزیون هستند و مایه مباهات است برای من که از چنین هیئت داورانی به عنوان بهترین برنامه جایزه گرفتم. من فرزند رسانه ملی هستم. در این ۲۲–۲۳ سال، همیشه سعی کردم صادقانه و پاک کار کنم و مدیون رسانه هستم. اینکه در سخت‌ترین سال کاری‌ام و در سالی که حتی در رسانه‌ام به من بی‌مهری شد، اینکه می‌بینم خانواده بزرگ رسانه من را می‌بیند و تلاش من و همکاران ۱۵۰–۲۰۰ نفره من دیده می‌شود، برایم خیلی ارزشمند است. این جایزه دوم که مردم به من دادند، فراتر از ارزشمند است. به خصوص امسال که سال عجیب و غریبی را سپری کردم. من همیشه به مردم مدیون هستم و واقعاً نمی‌دانم چطور از مردم تشکر می‌کنم (تشویق حضار) ...... خیلی منقلب شدم به خاطر سختی‌هایی که در این سال کشیدم و به نظرم خیلی از آنها ناحق بودند. همه از جلوی چشم‌هایم رد می‌شود ولی این جایزه مثل یک اکسیر است. مثل این لطف هیئت داوران، لطف مردم و لطف سازمان نسبت به من؛ این‌ها برایم یک اکسیر است که تمام سختی‌ها و غم‌ها را کنار می‌گذارم. خیلی تشکر می‌کنم به خاطر حواشی ایجاد شده؛ از وزیر محترم ارتباطات، از پلیس فتا، دکتر میرباقری، ستاد برگزاری جشنواره؛ که خیلی محکم ایستادند و صیانت کردند از آرای مردم که همیشه خط قرمز من است. از آن‌ها واقعاً سپاسگزارم. این جایزه را من مدیون مردم هستم و تقدیم به مردم می‌کنم. امیدوارم که لایق این همه لطف و حمایت مردم طی این بیست و چند ساله باشم. باز هم می‌گویم که فرزند رسانه هستم و مدیون تلویزیون
در تاریخ ۲۷ اسفند ۹۷ به صورت رسمی توسط رئیس صداوسیما اعلام شد که دیگر برنامه ۹۰ پخش نمی‌شود. سپس عادل فردوسی‌پور در مصاحبه‌ای اعلام کرد: «برنامه امشب ۹۰ به آیتم‌های نوروزی و گلچین اتفاقات سال اختصاص داشت. تیم برنامه‌ساز و من در چند روز گذشته مشغول تهیه آیتم‌ها بودیم اما امروز به دستور مدیر شبکه ۳ برنامه ۹۰ از جدول پخش برنامه‌های شبکه خارج شد».
وی افزود: «در شرایطی که تنها چند روز از انتخاب برنامه ۹۰ به عنوان بهترین برنامه سازمان صدا و سیما از نگاه مردم و بهترین برنامه ترکیبی از نگاه داوران می‌گذرد، از پخش برنامه ممانعت به عمل آمد.» فردوسی‌پور در پاسخ به این سؤال که آیا پیشنهاد قائم مقامی شبکه ورزش را می‌پذیرید؟ نیز تأکید کرد: «خیر. این پیشنهاد را رد کرده‌ام.» این گزارشگر فوتبال خاطرنشان کرد: «برنامه ۹۰ فرزند من است و حاصل زحمات طاقت‌فرسا و شبانه‌روزی صدها نفر که خالصانه برای رسیدنش به جایگاه امروز تلاش کرده‌اند. ممکن نیست آدم فرزندش را با پست و مقام معاوضه کند.»
پس از حذف ۹۰ از صدا و سیما، بسیاری از چهره‌های هنری، فرهنگی و… حمایت خود را از عادل فردوسی‌پور اعلام کردند. حتی پس از چندی، پخش مجدد این برنامه در دفتر شورای نظارت بر صداوسیما به رأی گذاشته شد اما این شورا حق تعطیلی این برنامه را به علی فروغی داد و بدین ترتیب در نهایت تغییری در این تصمیم اتخاذ نشد. مدیر شبکه ۳، علی فروغی هم اظهار کرد که ۹۰ از سال آینده (۱۳۹۸) با تیمی جدید پخش خواهد شد؛ که البته فوتبال‌دوستان با هشتگ «نه_به_حذف_عادل» مخالفت خود را با برکناری عادل از نود اعلام کردند، در همین حین، برخی از رسانه‌ها مقالاتی دربارهٔ خیانت محمدحسین میثاقی به عادل نوشتند که البته خودش این موضوع را تکذیب کرد. 
سرانجام برنامه ۹۰ تعطیل شد و جایش،را به برنامه فوتبال برتر داد.

## نشان‌واره‌ها

۱۳۸۷–۱۳۹۷
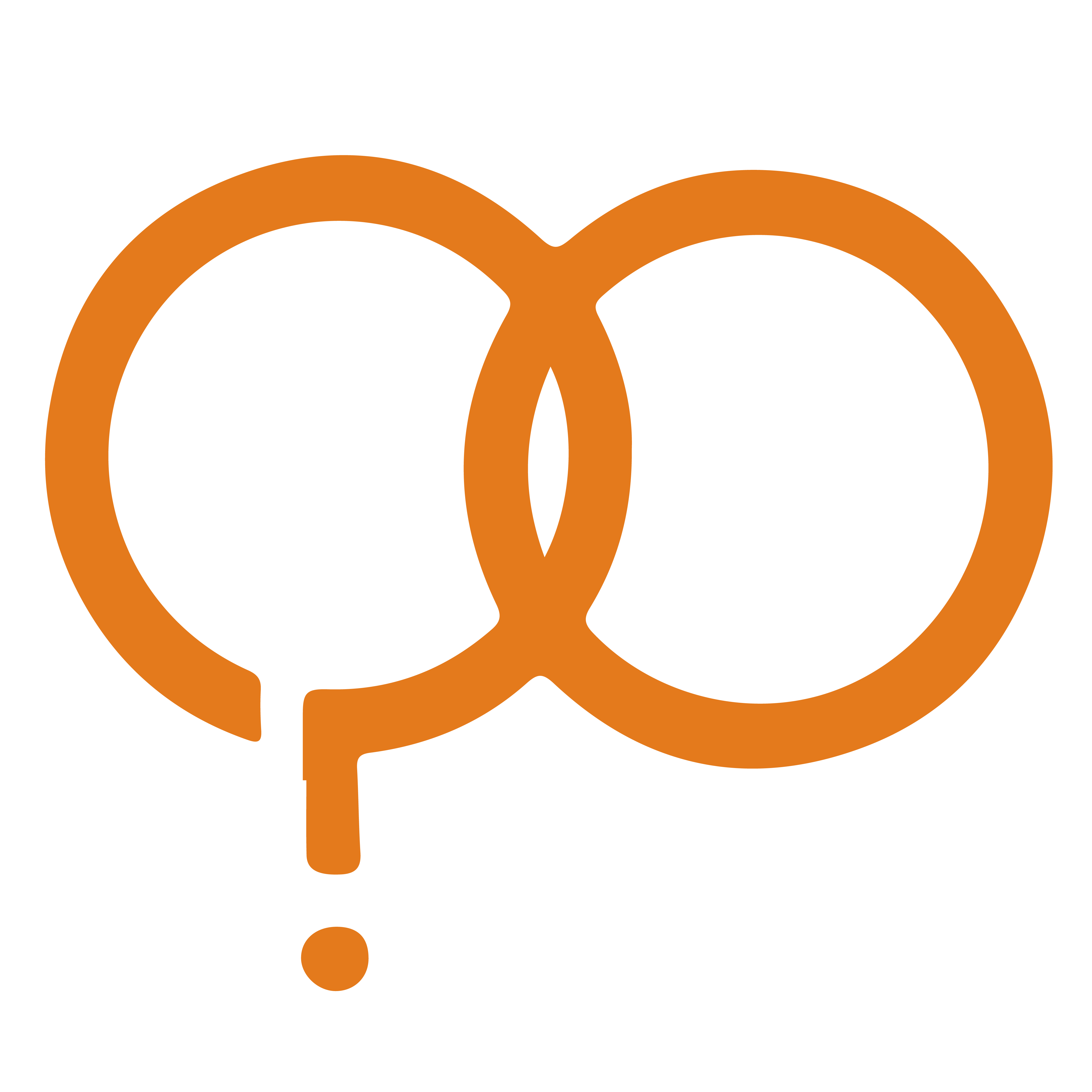
لوگو مربوط به بخش سؤال پیام کوتاه توسط سعید کلهر

## جوایز و نامزدها
| سال  | جایزه                           | رده                                             | نتیجه    |
| ---- | ------------------------------- | ----------------------------------------------- | -------- |
| ۱۳۹۸ | جایزه ناصر حجازی                | جایزه ویژه ناصر حجازی (عادل فردوسی‌پور)          | برنده    |
| ۱۳۹۸ | نوزدهمین دوره جشن حافظ          | بهترین چهره تلویزیونی (عادل فردوسی‌پور)          | برنده    |
| ۱۳۹۷ | جشنواره تلویزیونی جام جم        | بهترین تهیه‌کننده برنامه ترکیبی (عادل فردوسی‌پور) | برنده    |
| ۱۳۹۷ | جشنواره تلویزیونی جام جم        | بهترین برنامه تلویزیونی از نگاه کارشناسان       | برنده    |
| ۱۳۹۷ | جشنواره تلویزیونی جام جم        | بهترین برنامه تلویزیونی از نگاه مردم            | برنده    |
| ۱۳۹۶ | جشنواره بین‌المللی فیلم‌های ورزشی | بهترین تهیه‌کننده ورزشی (عادل فردوسی‌پور)         | نامزدشده |
| ۱۳۹۵ | سه ستاره                        | بهترین مجری مرد (عادل فردوسی‌پور)                | نامزدشده |
| ۱۳۹۵ | سه ستاره                        | بهترین برنامه ورزش و سرگرمی                     | نامزدشده |
| ۱۳۹۵ | جشنواره بین‌المللی فیلم‌های ورزشی | بهترین مجری ورزشی (عادل فردوسی‌پور)              | برنده    |
| ۱۳۹۵ | جشنواره بین‌المللی فیلم‌های ورزشی | بهترین برنامه ورزشی                             | برنده    |
| ۱۳۹۵ | شانزدهمین دوره جشن حافظ         | بهترین چهره تلویزیونی (عادل فردوسی‌پور)          | نامزدشده |
| ۱۳۹۴ | سه ستاره                        | بهترین گزارشگر (محمدحسین میثاقی)                | برنده    |
| ۱۳۹۴ | سه ستاره                        | بهترین مجری مرد (عادل فردوسی‌پور)                | برنده    |
| ۱۳۹۴ | سه ستاره                        | بهترین برنامه ورزش و سرگرمی                     | نامزدشده |
| ۱۳۹۴ | پانزدهمین دوره جشن حافظ         | بهترین چهره تلویزیونی (عادل فردوسی‌پور)          | برنده    |
| ۱۳۹۳ | جشنواره بین‌المللی فیلم‌های ورزشی | بهترین برنامه ورزشی                             | برنده    |
| ۱۳۹۲ | جشنواره تلویزیونی جام جم        | بهترین مجری ورزشی (عادل فردوسی‌پور)              | برنده    |
| ۱۳۹۲ | جشنواره تلویزیونی جام جم        | بهترین برنامه ورزشی                             | برنده    |
| ۱۳۸۲ | هفتمین دوره جشن حافظ            | بهترین چهره تلویزیونی (عادل فردوسی‌پور)          | نامزدشده |